# 경원 (남송)
경원(慶元, 1195년 ~ 1200년)은 남송 영종(寧宗) 조확(趙擴)의 첫번째 연호이다.  북송 시기의 인종(仁宗)의 연호 경력(慶曆), 철종(哲宗)의 연호 원우(元祐)의 한 글자씩 따서 만든 연호이다. 6년 가량 사용하였다.

## 개원
- 소희(紹熙) 5년 윤 10월 25일[2](율리우스력 1194년 12월 9일)에 연호를 경원(慶元)으로 정하고, 다음 해 1월 1일[3](율리우스력 1195년 2월 12일)에 개원함.[4][5][6][7]

- 경원(慶元) 6년 12월 21일[8](율리우스력 1201년 1월 27일)에 연호를 가태(嘉泰)로 정하고, 다음 해 1월 1일[9](율리우스력 1201년 2월 5일)에 개원함.[4][10][6][7]

## 연대 대조표
| 경원 | 서기 (西紀) | 간지 (干支) | 금나라 연호              | 서하 연호      |
| 원년 | 1195년      | 을묘 (乙卯) | 명창(明昌) 6년           | 천경(天慶) 2년 |
| 2년  | 1196년      | 병진 (丙辰) | 명창 7년 승안(承安) 원년 | 천경 3년       |
| 3년  | 1197년      | 정사 (丁巳) | 승안 2년                 | 천경 4년       |
| 4년  | 1198년      | 무오 (戊午) | 승안 3년                 | 천경 5년       |
| 5년  | 1199년      | 기미 (己未) | 승안 4년                 | 천경 6년       |
| 6년  | 1200년      | 경신 (庚申) | 승안 5년                 | 천경 7년       |

## 동시대 연호

### 중국
금(金)
- 명창(明昌) (1190년 ~ 1196년)
- 승안(承安) (1196년 ~ 1200년)

서하(西夏)
- 천경(天慶) (1194년 ~ 1206년)

대리국(大理國)
- 원형(元亨) (1185년 ~ 1195년)
- 정안(定安) (1195년 ~ 1200년)
- 봉력(鳳曆) (1200년 ~ 1203년?)

서요(西遼)
- 천희(天禧) (1177년 ~ 1211년)

기타
- 야율덕수(耶律德壽) 신성(身聖) (1196년)

### 베트남
- 티엔뜨자투이(天資嘉瑞) (1186년 ~ 1202년)

### 일본
- 겐큐(建久) (1190년 ~ 1199년)
- 쇼지(正治) (1199년 ~ 1201년)

## 같이 보기
- 중국의 연호 목록